# Pablo Lanillos
Pablo Lanillos Pradas (Madrid, 1981) es un informático español, investigador especializado en inteligencia artificial.

## Biografía
Doctor en inteligencia artificial por la Universidad Complutense de Madrid, realizó estancias en diferentes centros de todo el mundo como el Instituto Tecnológico de Massachusetts (MIT) en Estados Unidos o el Centro de Robótica de la Universidad de Sídney en Australia. Desde 2016 investiga en el Instituto de Sistemas Cognitivos de la Universidad Técnica de Múnich, donde desarrolla un proyecto, Selfception, financiado por la Unión Europea a través de una beca Marie Curie del programa Horizon 2020 y coordinado por el doctor Gordon Cheng, director del Instituto de Sistemas Cognitivos.
El proyecto trata de reproducir en máquinas un conocido experimento, la ilusión de la mano de goma, en el que se hace creer a los participantes que una extremidad de plástico es la suya propia. Se oculta un brazo, se sustituye por otro de pega y se estimulan los dos a la vez con un pincel o una pluma. Pasado poco tiempo, muchos voluntarios reaccionan cuando se golpea la mano falsa, a la que ya consideran parte de su cuerpo. Lanillos y Cheng señalan haber conseguido en máquinas —en un robot denominado TUMM— replicar la ilusión, en concreto uno de sus efectos, el desplazamiento del esquema general del cuerpo, que se adapta a las nuevas sensaciones. En el experimento con humanos, cuando se les pregunta a los participantes dónde está su mano escondida, en lugar de indicar la posición real señalan una posición desplazada hacia la mano de plástico. La primera presentación de resultados se realizó en Japón en marzo de 2018, en el congreso ICDL-Epirob y se ha publicado por Lanillos y Cheng con ocasión del congreso IEEE International Conference on Intelligent Robots and Systems (IROS 2018) que tuvo lugar en Madrid bajo el título Adaptive robot body learning and estimation through predictive coding.
En las XXXV Jornadas de Automática celebradas en Valencia en 2014, Pablo Lanillos obtuvo un accésit a la mejor tesis en Control inteligente otorgada por la empresa Mathworks. Lanillos es vicepresidente de la Asociación de Científicos Españoles en Alemania.